# یوری کالیتوینتسف
یوری کالیتوینتسف (اوکراینی: Юрій Миколайович Калитвинцев؛ زادهٔ ۵ مهٔ ۱۹۶۸) بازیکن فوتبال اهل اتحاد جماهیر شوروی سوسیالیستی است.
از باشگاه‌هایی که در آن بازی کرده‌است می‌توان به باشگاه فوتبال لوکوموتیو نیژنی نووگورود، باشگاه فوتبال آرسنال کی‌یف، باشگاه فوتبال ترابزون‌اسپور، باشگاه فوتبال زسکا روستوف-نا-دونو، باشگاه فوتبال روتور ولگوگراد، باشگاه فوتبال دینامو مسکو، و باشگاه فوتبال دینامو کی‌یف اشاره کرد.
وی همچنین در تیم ملی فوتبال اوکراین بازی کرده‌است.